# Ivan Skvortsov-Stepanov
Ivan Ivanovitch Skvortsov-Stepanov (en russe : Ива́н Ива́нович Скворцо́в-Степа́нов), né le 24 février 1870 dans l'Oblast de Moscou  et mort le 8 octobre 1928 à Sotchi dans le Kraï de Krasnodar, est un militant russe bolchévique et le premier Commissaire des finances lorsque le Conseil des Commissaires du Peuple a été créé (octobre-novembre 1917).

## Biographie
Il est né le 24 février 1870 à Bogorodsk dans l'Oblast de Moscou. Il est le fils d'un employé de bureau d'usine de Moscou basé à Bogorodsk. Il rejoint le mouvement révolutionnaire en 1892 et devient bolchevik en 1904.
En novembre 1905, il est membre du comité de rédaction du journal Borba. En 1906 il était délégué au quatrième congrès du Parti ouvrier social-démocrate de Russie. De 1907 à 1910, il est arrêté et exilé à plusieurs reprises pour ses activités révolutionnaires.
Après la révolution de 1917, il devint Commissaire des finances de la République socialiste fédérative soviétique de Russie au Conseil des ministres de l'URSS.
En 1926-1928, il est rédacteur de la Leningradskaïa pravda.
Athée convaincu, avec le chef de la Ligue des militants athées, Iemelian Iaroslavski, il est l'un des fondateurs de la campagne de persécution et de propagande antireligieuse. 
Mort de la fièvre typhoïde le 8 octobre 1928 à Sotchi dans le Kraï de Krasnodar, il est inhumé dans la nécropole du mur du Kremlin.